# Molophilus dindi
Molophilus dindi là một loài ruồi trong họ Limoniidae. Chúng phân bố ở miền Australasia.